# Кочетков, Григорий Алексеевич
Григорий Алексеевич Кочетков (бел. Рыгор Аляксеевіч Качаткоў; 1 февраля 1904, Шмелёвка, Тетюшский уезд, Казанская губерния, Российская империя — 15 октября 1968, Минск, Белорусская ССР, СССР) — белорусский советский театральный актёр. Народный артист Узбекской (1946) и Белорусской ССР (1954).

## Биография
Родился 1 февраля 1904 года в селе Шмелёвка.
В 1924 году окончил театральное училище при Ярославском драматическом театре.
В 1941 году, в годы Великой Отечественной войны, работал актёром Ташкентского театра Красной Армии Среднеазиатского военного округа.
В 1950—1968 годах — актёр Русского драматического театра в Минске.
В 1962—1967 годах — преподаватель Белорусского театрально-художественного института.
В 1946 году присвоено звание Народного артиста Узбекской ССР, в 1954 году — Белорусской.
Умер 15 октября 1968 года в Минске.

## Семья
- Жена — Мартёна Ивановна Кузьменко
- Дочь — Наталья Григорьевна Кочеткова, Галина Григорьевна Кочеткова

## Награды
- 1946 — Народный артист Узбекской ССР
- 1954 — Народный артист Белорусской ССР